# آدم آرثر
آدم آرثر (بالإنجليزية: Adam Arthur)‏ (27 أكتوبر 1985 بنوتنغهام في المملكة المتحدة - ) هو لاعب كرة قدم بريطاني في مركز الوسط. لعب مع نادي يورك سيتي وأوست تاون ‏ وWest Virginia United ‏ وسيلبي تاون ‏.

## وصلات خارجية
- آدم آرثر على موقع Soccerbase.com (لاعب) (الإنجليزية)